# Neomediomastus glabrus
Neomediomastus glabrus är en ringmaskart som först beskrevs av Hartman 1960.  Neomediomastus glabrus ingår i släktet Neomediomastus och familjen Capitellidae. Inga underarter finns listade i Catalogue of Life.